# Nana Milčinski
Nana Milčinski, slovenska dramaturginja, gledališka in televizijska režiserka in pevka, * 13. maj 1977, Ljubljana. Kot režiserka sinhronizacije risank dela na javni Radioteleviziji Slovenija.

## Življenje
Študij gledališke in televizijske režije na AGRFT v Ljubljani je zaključila leta 2005 z diplomsko nalogo "Via Negativa, strategije teatralnosti" in istega leta opravila izpit iz TV režije na RTV Slovenija. Leto 2003 je preživela v Antwepnu, Belgija, kjer je specializirala iz režije performansa na šoli Arts Performance Theatricality. Pevsko se je izpopolnjevala pri Leli Radovan, Ireni Yebuah Tiran in Katji Konvalinki. 

## Delo
Sprva je delovala kot gledališka koreografinja (svetovalka za gib), nato pa se je posvečala režiji post-dramatskega gledališča v Anton Podbevšek Teatru, kjer je režirala predstave Peter in volk (2007), Hamlet 60 minut (2008), in Poslednji poljub (2010). Leta 2014 je pripravila koncept in režijo opere Zmikavt in stara devica ameriško-italijanskega skladatelja G. C. Menottija.
Sinhronizacija risank
Med več desetinami risanih serij, kjer je sodelovala kot režiserka sinhronizacije, so:
- Žametek
- Želejčki
- Kravica Katka
- Fifi in Cvetličniki
- Čarli in Lola

Petje
- Cikel uglasbene poezije Frana Milčinskega - Ježka, njenega dedka, na treh albumih:[2]
  - Še ena pomlad (2012)
  - Od tod do vesolja (2014)
  - Nanine pesmi (2018)
- S pesmijo "Zvezdo sem držala v roki" je v duetu z zasedbo Radio Mondo nastopila na Melodijah morja in sonca 2014.

## Nagrade
- 2009: posebna nagrada za radijsko režijo na festivalu SOF
- 1999: študentska akademijska nagrada zlatolaska za raziskavo o japonskem plesu butoh